# 下瑪麗亞
下瑪麗亞是哥倫比亞的城鎮，位於該國北部，由玻利瓦省負責管轄，距離首府卡塔赫納72公里，始建於1535年12月8日，面積547平方公里，海拔高度14米，2005年人口45,262。

## 外部連結
- （西班牙文） María la Baja official website

10°00′N 75°20′W / 10.000°N 75.333°W